# InFinite (Deep Purple)
Az InFinite a Deep Purple 20. nagylemeze, amit 2017. április 7-én adtak ki.
Előtte 2 kislemez formájában "szivárogtatott ki" hanganyagot a kiadó, "Time for Bedlam" és "All I Got Is You" néven.
Az együttes a lemezzel együtt bejelentette a The Long Goodbye Tour névre keresztelt turnéját, ami 2017 májusában vette kezdetét.

## Számok a lemezen
1. "Time for Bedlam" - 4:35
2. "Hip Boots" - 3:23
3. "All I Got Is You" - 4:42
4. "One Night in Vegas" - 3:23
5. "Get Me Outta Here" - 3:58
6. "The Surprising" - 5:57
7. "Johnny's Band" - 3:51
8. "On Top of the World" - 4:01
9. "Birds of Prey" - 5:47
10. "Roadhouse Blues" - 6:00 (The Doors cover)

## Kislemezek

### Time for Bedlam (2017. 02. 03.)
1. "Time for Bedlam" 4:36
2. "Paradise Bar" 4:10
3. "Uncommon Man" (Instrumental) 6:58
4. "Hip Boots" (Rehearsal, Ian Paice's Recording) 4:00

### All I Got Is You (2017. 03. 10.)
1. "All I Got Is You" 4:42
2. "Simple Folk"
3. "Above And Beyond" (Instrumental)
4. "Time For Bedlam" (First Take)
5. "Highway Star" (Live in Aalborg)

## Közreműködők
- Ian Paice – dob
- Ian Gillan – ének
- Roger Glover – basszusgitár
- Steve Morse – gitár
- Don Airey – billentyűk